# 釋弘濟
釋弘濟（1271年－1356年），字同舟，別號天岸，俗姓姚，百越餘姚人，為元朝杭州普福寺沙門。

## 生平
弘濟法師年幼失怙，跟隨鄉里寶積寺的舜田滿和尚出家，濟法師青年時才駿絕倫，滿和尚教授《法華經》義，輒能過目成誦。十六歲時，受比丘大戒，持守四分律儀，不敢違越半分戒律。感嘆道：「戒固不可緩，而精研教乘以資行解，又可後乎！」
於是前往鄞州，依止半山全法師學習天臺教義，經過長時間的學習，通達天臺的所有要旨。於修持《法華懺》、《金光明懺》、《淨土懺》等懺悔法，一天顧定境中彷彿見到四明尊者現前，授予犀角如意，從此之後辯才無礙、口若懸河，了無留滯。
元泰定元年（1324年）時出山，住持萬壽圓覺寺，隔年鹽官海岸被衝毀，居民日夜擔憂海水泛濫衝垮屋宅，元朝宰相脫脫特請弘濟法師主法，啟建水陸慈心三昧大法會，取海沙持誦《千手千眼無礙大悲心陀羅尼》加持，祈禱觀世音菩薩慈悲加持消災免難。法師率眾遍撒堤岸，凡有撒到加持沙的地方堤岸皆復原堅固，見聞者都讚嘆佛法的神異。
大曆年間，移錫住持顯慈、集慶二寺，剛好遇到歉收的荒年，有蘇人前來聘弘濟法師前往修建大德萬壽寺，法師花費了六年的時間才將萬壽寺興建完成。
至正五年（1345年），宣政司請弘濟法師主持會稽圓通寺，住了四年，返還寶積寺專修念佛三昧，求生淨土。七年後，法師八十歲，元惠帝降旨，令其主持杭州普福寺，弘濟法師不得以勉強受詔，後來仍舊告老歸隱清鏡閣。一日召集弟子，厲聲告誡說：「生死難處、生死難處！」偈寫完後便圓寂了，世壽八十六歲，戒臘七十一夏。圓寂七日面貌如生，弟子們以陶缸裝藏，葬於峨嵋山的松花塢。

## 著述
- 《四教儀紀要》三卷
- 《天岸外集》

## 法嗣

### 師長
- 湛堂性澄

### 弟子
- 上竺道臻
- 雍熙淨琛
- 普光允中
- 圓通有傳
- 天宮明靜

## 外部連結
- 中國百科網－釋弘濟《高僧摘要》[永久]